# Euplassa isernii
Euplassa isernii är en tvåhjärtbladig växtart som beskrevs av José Cuatrecasas och Macbride. Euplassa isernii ingår i släktet Euplassa och familjen Proteaceae. Inga underarter finns listade i Catalogue of Life.